# جوردان بيل
جوناثان هاورث بيل (بالأنجليزية: Jordan Haworth Peele) مواليد 21 فبراير، 1979، ممثل، كوميدي، كاتب ومخرج أمريكي. اشتهر ببرنامج قناة كوميدي سنترال الكوميدي كي وبيل، وبرنامج «ماد تي في»، كما كان له دور متكرر في مسلسل «فارغو» على قناة إف إكس.

## نشأته وحياته الشخصية
ولد بيل في مدينة نيويورك، إرتاد مدرسة كالهون الثانوية وتخرج عام 1997، ثم إرتاد بعدها جامعة سارا لورنس. واعد بيل الفنانة الكوميدية تشيلسي بيريتي منذ 2013. وأعلنا عن خطوبتهما في عام 2015.

## حياته المهنية

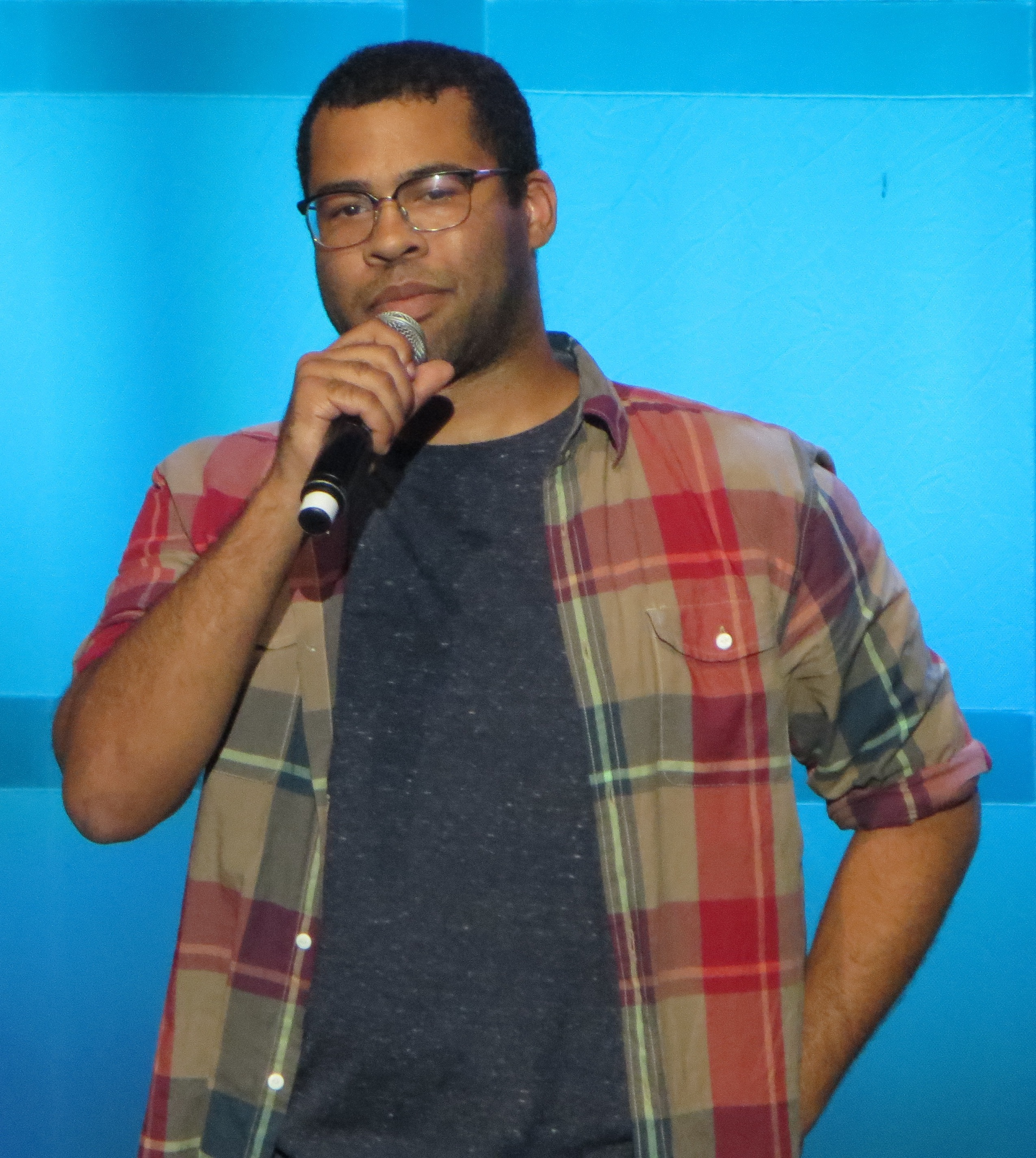
بيل في عام 2012.

في 2003، إنضم بيل لطاقم برنامج ماد تي في موسمه التاسع. بنفس الفترة التي انضم بها زميله اللاحق كيغان مايكل كي للبرنامج. قام بيل بتقليد عدة شخصيات مثل جا رول، مورغان فريمان وفورست ويتكر. بعد خمسة مواسم ترك بيل البرنامج في موسمه الثالث عشر.
أصدر جوردان غت آوت فيلمه الأول كمخرج في فبراير 2017، ولاقى استحسانا كبيرا من النقاد. حقق أرباحا قدرها 250 مليون دولار، في ميزانية لم تتعدى 4.5 مليون.

## سيرته الفنية

### تلفاز
| السنة     | العنوان                                  | الدور           | ملاحظات         |
| --------- | ---------------------------------------- | --------------- | --------------- |
| 2003–2008 | ماد تي في                                | عدة شخصيات      | 94 حلقات        |
| 2009      | رينو 911!                                | مونتي           | 1 حلقة          |
| 2009      | المحطة                                   | جو              | فيلم تيليفزيوني |
| 2010–2015 | مستشفى الاطفال                           | دكتور براين     | 10 حلقات        |
| 2011      | عضات الحب                                | إيلي            | 1 حلقة          |
| 2012–2015 | كي وبيل                                  | عدة شخصيات      | 54 حلقات        |
| 2013      | ذا ميندي بروجيكت                         | نك              | 1 حلقة          |
| 2013      | مدمني العمل                              | مارك            | 1 حلقة          |
| 2013      | كوميدي بانغ! بانغ!                       | تان فو          | 1 حلقة          |
| 2013      | اكس كوب                                  | صوت             | 1 حلقة          |
| 2013      | العائلة الحديثة                          | ديريك           | 1 حلقة          |
| 2013–2014 | برنامج كرول                              | عدة شخصيات      | 2 حلقات         |
| 2014      | برجر بوب                                 | صوت             | 5 حلقات         |
| 2014      | فارغو                                    | العميل ويب بيبر | 4 حلقات         |
| 2014      | التاريخ الثمل                            | بيرسي جوليان    | 1 حلقة          |
| 2014      | الدجاجة الآلية                           | عدة شخصيات      | 1 حلقة          |
| 2015–2016 | لايف إن بيسيس                            | تشاد            | 1 حلقة          |
| 2015      | ريك ومورتي                               | صوت             | 1 حلقة          |
| 2015      | ويت هوت أميريكان سمر: فيرست داي أوف كامب | آلان            | 3 حلقات         |

## وصلات خارجية
- جوردان بيل على موقع IMDb (الإنجليزية)
- جوردان بيل على موقع روتن توميتوز (الإنجليزية)
- جوردان بيل على موقع مونزينجر (الألمانية)
- جوردان بيل على موقع ألو سيني (الفرنسية)
- جوردان بيل على موقع ميوزك برينز (الإنجليزية)
- جوردان بيل على موقع أول موفي (الإنجليزية)
- جوردان بيل على موقع بوكس أوفيس موجو (الإنجليزية)
- جوردان بيل على موقع إن إن دي بي (الإنجليزية)
- جوردان بيل على موقع ديسكوغز (الإنجليزية)
- جوردان بيل على موقع قاعدة بيانات الفيلم (الإنجليزية)